# Simon Pirkl
Simon Pirkl (Innsbruck, Austria, 3 de abril de 1997) es un futbolista austriaco que se desempeña como defensa. Actualmente juega en el FC Blau-Weiß Linz de la Bundesliga de Austria.

## Biografía
Jugador de la cantera del FC Wacker Innsbruck pasó a formar parte de la Academia de futbol de Tirol para volver dos años después al Wacker. Con veinte años se vuelve un habitual en las alineaciones del equipo de Innsbruck, pero las lesiones le harán perder su posición y pedir ser cedido al Austria Lustenau en el mercado invernal de la temporada 2017-18. Hasta la fecha había jugado 62 partidos en los que había marcado 3 goles y otras tantas asistencias. Al final de temporada el Austria Lustenau, con el quejugó siete partidos, no ejerce la opción de compra.
En octubre de 2019 vuelve al Austria Lustenau como agente libre. Antes en su vuelta al club pasa a formar parte del filial con el que jugará un total de veinticuatro partidos en los que marcó dos goles. Sin embargo en el mercado invernal fichó por el SV Horn.
A inicios de la temporada 2021-22 ficha por el FC Blau-Weiß Linz con el que renovaría al final de la 2022-23. El 19 de julio de 2023, estreno de los Königsblauen en la Bundesliga, marcó el primer gol de la historia del equipo en dicha liga.

## Palmarés

### Campeonatos nacionales
| Título  | Club              | País    | Año     |
| ------- | ----------------- | ------- | ------- |
| 2. Liga | Austria Lustenau  | Austria | 2017-18 |
| 2. Liga | FC Blau-Weiß Linz | Austria | 2022-23 |